# Teodoro Minisci
Teodoro Minisci OSBI (* 28. Juni 1907 in San Cosmo Albanese; † 1990 in Grottaferrata) war Abt von Santa Maria di Grottaferrata. 

## Leben
Teodoro Minisci wurde 1907 in der kalabrischen Ortschaft San Cosmo Albanese in der Provinz Cosenza geboren. Er trat in den Orden der Basilianer ein. Mit 24 Jahren wurde Minisci am 6. August 1931 zum Priester geweiht. 
Mit dreiundfünfzig Jahren, am 23. Juli 1960, erfolgte seine Ernennung zum Abt von Santa Maria di Grottaferrata. Nach zwölf Jahren legte Minisci 1972 sein Amt nieder.
1990 verstarb Teodoro Minisci im Alter von 82 Jahren in Grottaferrata.